# Baş Küngüt
Baş Küngüt è un comune dell'Azerbaigian situato nel distretto di Şəki. Conta una popolazione di 1 381 abitanti.